# ضريبة الاستعمال
ضريبة الاستعمال ضرب من الضرائب المفروضة في بعض الدول. وهي ضريبة مبيعات لا تطبق عند بيع منتج أو خدمة ولكن عند شراء التاجر منتجا أو خدمة ثم تحويلها لاستخدامه الخاص، دون دفع الضريبة عند شرائها في البداية.